# Liste der Ramsar-Gebiete in Belize
Die Ramsar-Gebiete in Belize bestehen aus zwei Feuchtgebieten mit einer Gesamtfläche von 23.592 ha, die unter der Ramsar-Konvention registriert sind (Stand April 2022). Das nach dem Ort des Vertragsschlusses, der iranischen Stadt Ramsar benannte Abkommen ist eines der ältesten internationalen Vertragswerke zum Umweltschutz. In Belize trat die Ramsar-Konvention am 22. August 1998 in Kraft.
Die Ramsar-Gebiete in Belize sind Feuchtgebiete, die aus verschiedenen Ökosystemen bestehen wie  Mangrovensümpfen, Süßwasser- und Brackwasserlagunen, Flüssen, Bächen, Marschland, Laubwäldern und Grundwassersystemen im feuchten tropischen Klima.
Im Folgenden sind alle Ramsar-Gebiete in Belize alphabetisch aufgelistet.
| Nr. | Name des Gebiets                | Bild | Ramsar-Gebietsnr. | Ausweisungs- datum | Fläche (ha) | Höhe (m) | Management- plan | Region | Lage                     |
| --- | ------------------------------- | ---- | ----------------- | ------------------ | ----------- | -------- | ---------------- | ------ | ------------------------ |
| 1   | Crooked Tree Wildlife Sanctuary |      | 946               | 22. Apr. 1998      | 6637        |          | Ja               | Belize | 17,74606° N, 88,50997° W |
| 2   | Sarstoon Temash National Park   |      | 1561              | 19. Okt. 2005      | 16955       |          | Ja               | Toledo | 15,96001° N, 88,99475° W |